# Kūseh Aḩmad
Kūseh Aḩmad (persiska: کوسه احمد, كوسِه اَحمَد) är en ort i Iran.   Den ligger i provinsen Västazarbaijan, i den nordvästra delen av landet, 600 km väster om huvudstaden Teheran. Kūseh Aḩmad ligger 1 565 meter över havet och antalet invånare är 595.
Terrängen runt Kūseh Aḩmad är kuperad åt nordväst, men åt sydost är den platt. Runt Kūseh Aḩmad är det ganska tätbefolkat, med 185 invånare per kvadratkilometer. Närmaste större samhälle är Nūshīn Shar, 8,4 km öster om Kūseh Aḩmad. Trakten runt Kūseh Aḩmad består till största delen av jordbruksmark.